# Thracia (Romeinse provincie)

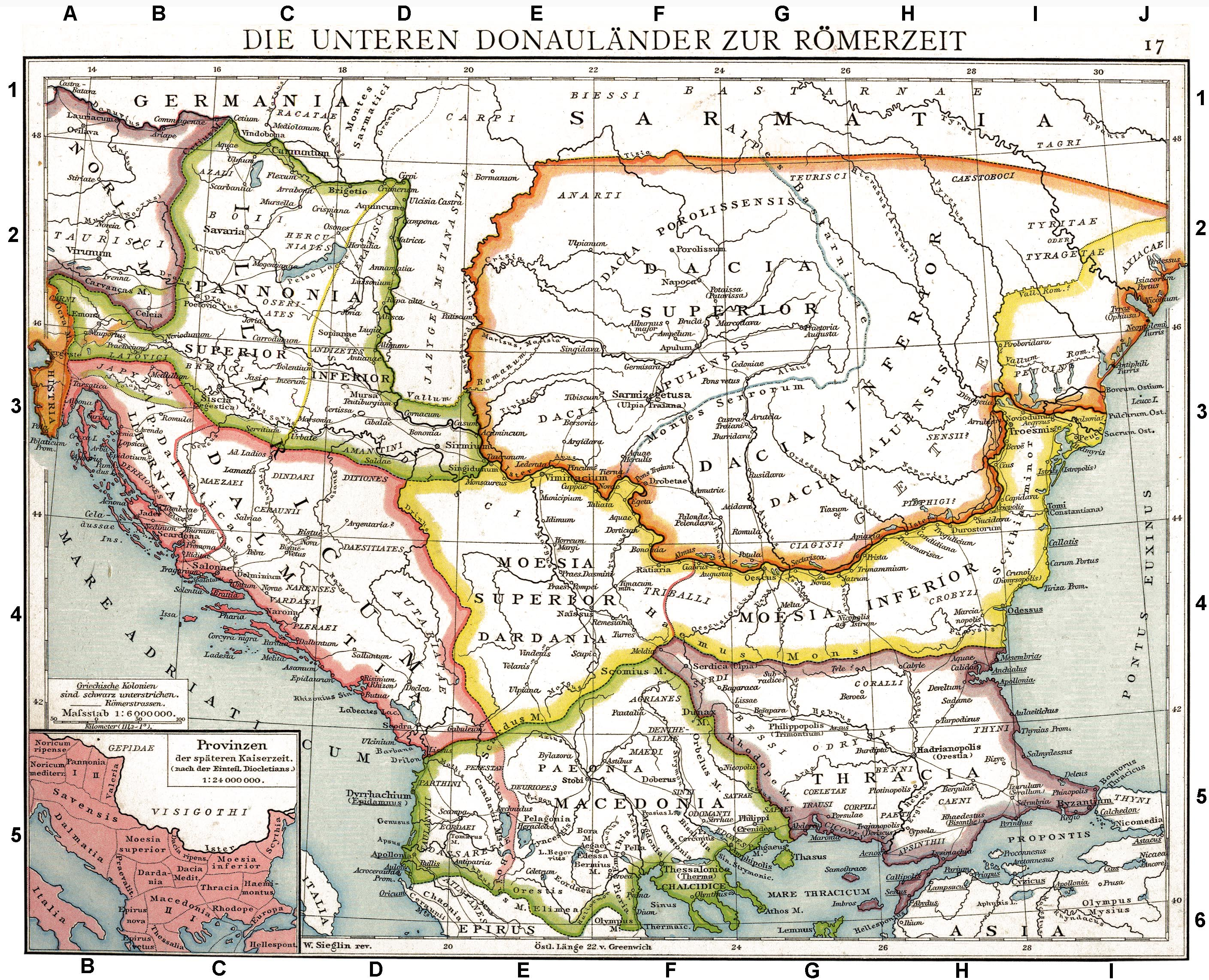
Balkan tijdens de Romeinse tijd

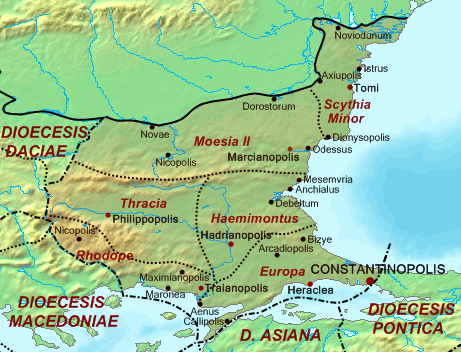
Diocees Thracia

Thracia was een Romeinse provincie vanaf 46 na Chr. onder de regering van keizer Claudius I. Na de moord op Rhoemetalces III, heerser van het Odrysisch koninkrijk, werd zijn land ingelijfd door het Romeinse Rijk.

## Grenzen en bestuur
Als noordgrens had de provincie de rivier de Donau en in het oosten de Zwarte Zee, de Zee van Marmara in het zuiden en Macedonia in het westen. De regio werd in het begin bestuurd door een procurator en vanaf ca.108 door een legatus Augusti pro praetore. De belangrijkste heirbaan was de Via Egnatia.

## Geschiedenis
Tot de crisis van de derde eeuw en de Gotische Oorlog (248-268) was de provincie vreedzaam en welvarend. Met de administratieve hervormingen onder keizer Diocletianus, ca.290, werd de provincie een Romeins diocees en opgesplitst in vier delen, Thracia, Haemimontus, Rhodope en Europa. Vanaf 337 kwamen er twee provincies van Moesië inferior erbij en behoorde het tot het Pretoriaanse prefectuur van het Oosten. In 535 ontbond keizer Justinianus I het diocees.